# Давід Матеос
Давід Матеос (ісп. David Mateos, нар. 22 квітня 1987, Мадрид) — іспанський футболіст, центральний захисник.
Виступав за юнацькі збірні Іспанії.

## Клубна кар'єра
Народився 22 квітня 1987 року в Мадриді. Вихованець юнацьких команд місцевого «Реал Мадрид».
У дорослому футболі дебютував 2006 року виступами за команду дублерів «Реал Мадрид Кастілья». В сезоні 2010/11 був включений до заявки головної команди «вершкових», утім у її складі так й не дебютував. Натомість другу половину того сезону провів в оренді у грецькому клубі АЕК, а сезон 2011/12 — в команді «Реал Сарагоса», за яку дебютував в іграх Ла-Ліги. 
Провівши після повернення з оренди ще один сезон у другій команді «Реала», у вересні 2013 року залишив рідний клуб, уклавши контракт з угорським  «Ференцварошом». Відіграв два роки в Угорщині, після чого влітку 2015 перейшов до американського «Орландо Сіті», за який виступав до березня 2017 року. Деякий час був без клубу, а восени того ж року приєднався до іспанського третьолігового «Реал Мурсія», де грав до завершення сезону.
Згодом з 2018 до початку 2021 року грав за ізраїльські «Хапоель» (Хадера), «Хапоель» (Раанана) та «Хапоель» (Умм-ель-Фахм). Протягом 2021 року був гравцем болівійського «Зе Стронгест», а навесні 2022 року приєднався до китайського «Гуансі Пінго Халяо».

## Виступи за збірні
2005 року дебютував у складі юнацької збірної Іспанії (U-17), загалом на юнацькому рівні за команди різних вікових категорій взяв участь у 8 іграх, відзначившись одним забитим голом.

## Титули і досягнення
- Володар Кубка Греції (1):

АЕК: 2010/11